# 本杰明·冈珀茨
本杰明·冈珀茨（英語：Benjamin Gompertz；1779年3月5日—1865年7月14日）是英国一位自学成才的数学家和精算师，后来成为皇家学会院士。冈珀茨主要以冈珀茨死亡率定律——他于1825年公布的一种人口模型而知名。